# Isolepis pusilla
Isolepis pusilla är en halvgräsart som beskrevs av Carl Sigismund Kunth. Isolepis pusilla ingår i släktet borstsävssläktet, och familjen halvgräs. Inga underarter finns listade i Catalogue of Life.